# Panurgus
Panurgus is een geslacht van vliesvleugelige insecten uit de familie Andrenidae

## Soorten
- P. acutus Patiny, 2002
- P. afghanensis Warncke, 1972
- P. avarus Warncke, 1972
- P. banksianus

Grote roetbij (Kirby, 1802)
- P. buteus Warncke, 1972
- P. calcaratus

Kleine roetbij (Scopoli, 1763)
- P. calceatus Pérez, 1895
- P. canarius Warncke, 1972
- P. canescens Latreille, 1811
- P. catulus Warncke, 1972
- P. cephalotes Latreille, 1811
- P. convergens Pérez, 1895
- P. corsicus Warncke, 1972
- P. cyrenaikensis Warncke, 1972
- P. dargius Warncke, 1972
- P. dentatus Friese, 1901
- P. dentipes Latreille, 1811
- P. farinosus Warncke, 1972
- P. intermedius Rozen, 1971
- P. maroccanus Pérez, 1895
- P. meridionalis Patiny, Ortiz-Sánchez & Michez, 2005
- P. minor Warncke, 1972
- P. nigriscopus Pérez, 1895
- P. niloticus Warncke, 1972
- P. oblitus Warncke, 1972
- P. ovatulus Warncke, 1972
- P. perezi Saunders, 1882
- P. pici Pérez, 1895
- P. platymerus Pérez, 1895
- P. posticus Warncke, 1972
- P. pyropygus Friese, 1901
- P. rungsii Benoist, 1937
- P. siculus Morawitz, 1871
- P. sidensis Warncke, 1987
- P. vachali Pérez, 1895